# متهادرة
المتهادرة أو هيتروديرا (الاسم العلميHeterodera)، جنس ديدان خيطية الشكل من فصيلة المتهادريات. أنواعها طفيلية تهاجم مختلف محاصيل النبات.